# Peter Norden
Peter Norden (Pseudonym für J. G. Fritz; * 2. Juli 1922 in Hannover) ist ein deutscher Schriftsteller und Public-Relations-Unternehmer.

## Leben
Über Peter Nordens Leben sind nur wenige nachprüfbare Daten ermittelbar. Der Spiegel recherchierte 1970, dass er als „J. G. Fritz“ geboren wurde. Laut eigenen Angaben ist er der Sohn eines Professors namens „Leo Norden“. Peter Norden nahm angeblich als Soldat am Zweiten Weltkrieg teil und erhielt mehrere Auszeichnungen. Er studierte ab 1944 Medizin und ab 1948 Jura an der Universität Tübingen sowie ab 1951 Philosophie an der Universität München. Seit 1945 wirkte er als Journalist und Schriftsteller, später auch im Public-Relations-Bereich.
Peter Norden ist Vater von acht Kindern; sein letzter bekannter Wohnsitz ist München.
Peter Norden verfasste vorwiegend Unterhaltungsliteratur, teilweise semidokumentarischen Charakters, wie der Roman Salon Kitty über ein angebliches NS-Bordell in Berlin während des Dritten Reiches. Daneben schrieb Norden Sachbücher, Drehbücher zu Fernsehdokumentationen und Radio-Features. Peter Nordens Buch Ehrlich fährt am längsten wurde 1964 von Rolf Thiele unter dem Titel DM-Killer verfilmt. Salon Kitty bildete die Grundlage für Tinto Brass’ gleichnamigen Skandalfilm von 1976.

## Werke
- Im Schatten der Anden, Zürich 1954
- Ehrlich fährt am längsten, München [u. a.] 1964
- Fliegender Sand, Stuttgart 1964
- Mord ohne Mörder, Stuttgart 1965
- Spitzenhöschen, Stuttgart 1966
- Zwei Girls vom roten Stern, München 1967
- Prag, 21. August ..., München 1968
- Das zweite Attentat, München 1968
- Salon Kitty, München 1970
- Pitt, München 1971
- Der Tag wird kommen, München 1971
- Das Recht der Frau auf zwei Männer, Percha am Starnberger See [u. a.] 1974
- Männer, Mächte und Konzerne, Bayreuth 1975
- Das Milliardending, München 1975
- Die größte Parade der Windjammer, München 1976
- Im Namen des Führers, Bayreuth 1976
- Natalia, Geliebte der Macht, Frankfurt am Main 1976
- Der Kanzler, Altendorf 1979
- Unternehmen Autobahn, Bayreuth 1983
- Für eine Handvoll Zärtlichkeit, München 1986
- In den Fängen der Spinne, München 1988

## Übersetzungen
- Susan Atkins: Ich sollte sterben, Schorndorf (Württ.) 1979
- Will Henry: MacKennas Gold, München 1969